# Strada europea E420
La E420 è una strada europea che collega Nivelles a Reims.

## Percorso
La E420 è definita con i seguenti capisaldi di itinerario: "Nivelles - Charleroi - Reims".